# Distretto di Khakrez
Il distretto di Khakrez è un distretto dell'Afghanistan appartenente alla provincia di Kandahar. Viene stimata una popolazione di 22.200 abitanti (dato 2012-13).